# Пули удільних князівств Північно-Східної Русі
Пули удільних князівств Північно-Східної Русі (араб. پول, рос. пул, пуло) — мідні розмінні монети, які карбувалися наприкінці XIV — початку XVI століть наслідуючи спочатку дрібні монети Золотої Орди. Пуло карбувався в Московському, Тверському, Рязанському та інших удільних князівствах. На місцевих пулах карбувався надпис «пуло московское(рос.)», «пуло ярославское(рос.)», «пуло твѣрское(рос.)», і.т.д. 60-70 пулів міді прирівнювалися до 1 деньги (теньги) срібла, пізніше 30-40 пулів за деньгу.

## Історія

Грошові штемпелі для ручного карбування. XV ст.

У 1237—1238 роках, на початку Монгольського впливу на Північно-Східну Русь, суттєво ослабла економіка удільних князівств. Довгий час в обігу перебувала грошова одиниця для всіх князівств — диргем Арабського Халіфату та для більш вагомих розрахунків гривня[джерело?].
Перший період карбування почався у середині 60-х років XIV століття, під час якого наслідували золотоординські монети Узбек-хана (1282—1342) та Джанібека (1342—1357). В той період такі монети складали основний обіг на територіях Південно-Східної Русі. При карбуванні мідних пулів майстри опиралися на систему грошового ринку Золотої Орди, з якими на той час відбувалася торгівля. На деяких мідних пулах хана Джанібека (1312—1342) містилася легенда: Шістнадцять пул — даник. Звідси бачимо, що золотоординська влада намагалася контролювати обмін мідних монет на срібні. 2 вагових даника (1,52 гр.) йшли на виготовлення 1 дирхаму, тобто 1 срібний дирхам прирівнювався до 32 мідних пулів. Відповідно 1 пул відповідав вазі 0,0475 гр. щирого срібла. За часів правління хана середня вага пула збільшилася до 1,95 гр. (до того його вага складала 1,33 гр.). Так вміст у 1 дирхамі срібла відповідав 41 гр. міді (1,95 гр. х 32 = 62,4 гр.; 62,4 гр. : 1,52 гр = 41гр.).
Наслідуючи монетну стопу Золотої Орди було відповідне співвідношення: 1 срібна деньга розмінювалася на 41 мідний пул
Другий період карбування почався після розгрому Орди Тамерланом (1370—1405) в 1380 році. Вага цих пулів розділялася на 3 групи: 1) 1-1,18 гр.; 2) 0,91-0,95 гр.; 3) 0,80-0,88 гр.
Перше північно-руське пуло імітувало ординські зразки без позначення номіналу. На початку XV ст. на монетах з'явилася легенда кирилицею: «пуло твѣрское(рос.)», «пуло московское(рос.)», «пуло ярославское(рос.)» та інші.

## Наслідування пулів Золотої Орди

Московське наслідування золотоординських пулів. 1. Дмитро Донський (1362—1389). 2. Василь І Дмитрович (1389—1425)

Від початку монгольських завоювань на територіях Північно-Східної Русі знаходились в обігу монети з арабськими куфічними надписами — дирхеми. Часті знахідки у скарбах «куфічних дирхемів» свідчать про повноцінну торгівлю в ті часи. За деякими дослідженнями слово «куфічний» походить від слова «купеческий(рос.)». В 60-х роках XIV ст. почали карбувалися монети, які наслідували грошові одиниці ханів Джанібека та Узбек-хана. До кінця XVI ст. арабська мова була однією з офіційних на територіях великих князівств. Нові князі мали подвійне ім'я — в Золотій Орді, та в Московському князівстві. У 80-х роках XIV столітті за часів правління Дмитра Донського (1362—1389) та Василя I Дмитровича (1389—1425) карбувалися, окрім інших грошових одиниць, мідні пули зі знаком князя, що нагадували ханську тамгу. На пулах карбувалася легенда арабськими літерами[джерело?]. Часто на перших монетах кириличні надписи не читалися і складали нерозбірливий клубок літер. На пулах часів правління Дмитра Донського куфічним почерком карбувався надпис арабською мовою: Султан Токтамиш-хан, багато йому років (سلطان توختاميش خان الكثير من الحياة(араб.)), або подібні надписи. На реверсі карбувався надпис кирилицею: «князь великий Дмитрий(рос.)». За часів князювання Івана ІІІ (1462—1505) двомовне карбувався повторилося: на аверсі містилася легенда татарськими, чи арабськими літерами, на реверсі кириличними..

## Велике князівство Московське (1263—1547)

Пуло Московського князівства. XV ст.

Карбування у Московському князівстві монет розпочалося за часів правління князя Дмитра Донського (1359—1389). Його мідні пули наслідували ординські монети, згодом на аверсі з'явилося зображення півня. Реверс продовжував імітувати монгольські пули часів Узбек-хана.
На початку XV століття на монетах почала карбувалася легенда кирилицею. Зазвичай вказувався прописом номінал і назва князівства, на срібних монетах вказувалося також ім'я князя. Вважається, що перші пули з кириличним карбуванням почали карбувати за Василя ІІ Темного.
Техніка карбування монет залишалася майже незмінною протягом всього удільного часу. Монети мали довгасту форму, відтиск часто не відбивався на всій площі монети, залишаючи на ній нерівні краї. На московських пулах зображувався міфічний птах гарпія, на реверсі карбувався надпис «пуло московское(рос.)». Вага таких пулів складала бл. 0,6 гр. Карбування пулів припинилося у 50-х роках XV століття.

### Можайське князівство (1239—1493)

Пуло Можайського князівства. Початок XV ст.

Першу монету в Можайському князівстві почав карбувати князь Андрій Дмитрович (1389−1432). Серед його монет також відомі різновиди з іменем Василя ІІ. Відомі 12 монет із зображенням дволапого дракона і надписом: «пуло можайское(рос.)». Вага цих монет 0,8-1,3 гр. Монети відносяться до періоду правління князя Івана Івановича (1485—1490).

### Углицьке князівство (1216—1605)

Пуло Углицького князівства. 1480—1490 рр.

Углицьке карбування пулів почалося за часів серпуховських князів Івана Володимировича (1381—1422) та Костянтина Дмитровича (1427—1433). На аверсі зображували людину в повен зріст, на реверсі надпис: «пуло угличевское(рос.)». Унікальний екземпляр углицького пуло був знайдений у Москві, в районі Нагатіно, під час розчищення русла річки Москви. Унікальність цього пуло полягає в тому, що через свою легку вагу його неможливо віднести до періоду правління князів Івана Володимировича та Костянтина Дмитровича. Вага цього пуло 0, 73 гр., приблизно така ж, як і пулів ярославського та можайського карбування виготовлених в 1480—1490-х роках.

### Дмитрівське князівство (1360—1569)

Пуло Дмитрівського князівства Петро Дмиторович (1389—1428), Вага — 1,02 гр. Діаметр 20.2х18.3 мм

Пули Дмитрівського князівства карбувалися 2-х типів починаючи в 1395—1427 роках: з легендою «ПЕЧ[А]ТЬ КНЯ[Ж]А ПЕ[ТРОВА](рос.)» та без надписів. На монетах без надписів карбувалося погруддя князя, на реверсі двоголовий орел. Монети виготовлялися обрізаної, майже круглої, форми, вагою 1,02 грами та з приблизним діаметром 20×18 мм. Мідні пули без надписів близькі за технікою карбування до деньги часів правління Петра Дмитровича (1389—1428). Стосовано монет з надписами деякі дослідники вважають, що мідні пули карбувалися штемпелем для срібної деньги. Незначна кількість у скарбах таких монет свідчить про невеликі тиражі. Топографія знахідок мідних монет без надписів свідчить про те, що пули виготовлялися на монетному дворі в Москві

### Борівсько-Ярославецьке князівство (1402—1485)

Пуло Борівсько-Ярославецьке. Ярослав Володимирович (1410—1426)

За часів правління Ярослава Володимировича (1410—1426) кабувалися пули із зображенням Самсона, який бореться з левом. На реверсі карбувалася міфологічна істота, навколо неї зазначалася легенда: «КНЗЬ ЯРОСЛАВЪ ВОЛОДИІ(рос.)». Існує і інший тип пулів — з вказаною них назвою номіналу. Середня вага пулів 1,22-1,38 гр.

## Ярославське князівство (1218—1463)

Пуло Ярославського князівства. 1480—1490 рр.

Близько 1480-1490-років карбувалися пули з позначенням ярославського карбування. На аверсі монет зображувалася чотирилапа істота, на реверсі карбувався надпис: «пуло ярославское(рос.)». Середня вага таких пуло складала 0,90 гр. В 1463 році Ярославль був приєднаний до Московського князівства тож ці пули, згідно ваги, визначені як монети однієї з волостей Москви

## Велике князівство Тверське (1247—1485)

Пуло Тверського князівства. Іван Калита (1399—1425)

Початок тверського карбування відноситься до часів правління князя Івана Калити (1399—1425). У 1413 році князь отримав від Узбек-хана ярлик на велике правління у Тверському князівстві. Карбувалися срібні деньги вагою 0,65-0,66 гр. та мідні пули вагою від 1,8 до 3,5 грамів. Тверська деньга прирівнювалася до 3-х московських та 1 розрахункового алтина. Розквіт монетної справи відноситься до часів правління Бориса Олександровича (1426—1461). Знайдено бл. 30 типів грошей його часу із середньою вагою 0,53-0,59 гр. В часи правління князя Михайла Борисовича (1461—1485) змінилася техніка карбування монет. В Твері, як і в інших князівствах, почали використовувати технологію карбування на заготовках із розплющеного дроту. Відомі 12 різновидів пулів того часу. Сюжети на монетах були різноманітні: на них карбувалися тварини, голова князя, птаха-гарпії, тощо. З 1480 року на тверських монетах з'явилося зображення двохголового орла, як знак підкорення московському князю. На реверсі монети карбувалася легенда: «пуло твѣрское(рос.)». У вересні 1485 року князь Михайло Борисович через московський тиск змушений був утекти до Великого князівства Литовського. Тверські землі повністю відійшли до Московського князівства. Карбування тверських монет була продовжене від імені намісника Московського князівства — князя Івана Івановича (1486—1490), пізніше від імені Василя III ((1505—1533). У 40-х роках XVI ст. карбуються останні монети на Тверському монетному дворі Іваном Грозним (1530—1584), після чого карбування припиняється остаточно.

### Кашинське князівство (1319—1426)

Пуло Кашинського князівства. Василь МИхайлович ІІІ (1395—1426)

Виготовлення мідних пулів в уділах Великого князівства Тверського тісно було пов'язане із великокняжою метрополією. В Кашинському князівстві в 20-х роках XV ст. за часів правління тверських князів Бориса Михайловича (1389—1395) та Василя Михайловича ІІІ (1395—1426) виготовлялися декілька варіантів пулів середньою вагою 2,0 гр. За часів правління Бориса Михайловича виготовлення мідних монет з вагою 1,4 гр. збереглося лише в Кашинському князівстві прирівнючись до ваги пула Тверського князівства. Влітку 1425 року князівство визнало васальну залежність від Тверського князівства. На кашинських монетах стали карбувати тверську емблему — птаха, але зі стоячою людиною над ним. На реверсі мідних пулів карбувався надпис: «пуло кашинское(рос.)». В 1426 році, після приходу на Тверське князювання Бориса Олександровича (1426—1461), Василя Михайловича узяли під варту, а його монетний майстер був переведений у Твер

### Городенське князівство (1425—1435)

Пуло Городенського князівства. Іван Михайлович (1425—1461) 3,58 гр.

На початку XV ст. в Городенському князівстві виготовлялися іменні пули князя Івана Михайловича (1425—1461). Вага перших городенських пулів була 1,8 гр., пізніше 1,6 гр.. На аверсі монети карбувався вершник на коні з піднятим мечем вгору, по колу легенда: «печать князя великого Иван(рос.)». На реверсі крилатий кентавр розвернутий вліво тримаючий у руках спис, по колу легенда: «АМихаиловича Городѣскъ(рос.)».

### Микулинське князівство (1339—1485)

Пуло Микулинського князівства. 60-ті роки XV ст.

Монети Микулинського князівства почали карбуватися бл. 30-х років XV ст. за часів правління удільних князів Федора Олексадровича(?—1430) та Федора Федоровича (1435—1455). На аверсі мідних пулів зображували чотирилапу міфологічну істоту. На реверсі надпис: «печать Федора княжа(рос.)». Вага монети — 3,02 гр. В той період схоже зображення карбувалося і на срібній деньзі.

## Велике князівство Рязанське (1129—1521)

Пуло Рязанського князівства. 1450—1460 рр.

Найпершими пам'ятками Рязанського князівства були надкарбовані ординські теньги. На срібних монетах пуансонами надкарбовувався княжий знак у вигляді тамги. Монети карбувалися за часів князів Олега Івановича (до 1402 року) та Федора Олеговича (1402—1427). Через свою форму монети отримали назву «рязанські мордки». За часів Івана Федоровича (1427—1456) на рязанських монетах вперше з'явилося ім'я князя. Після його смерті престол знаходився під опікою московських князів. У 1564 році рязанський князь Василь Іванович зайняв престол. Але навіть карбуючи княже ім'я місцеві майстри продовжували надкарбовувати зображення княжої тамги.
Наприкінці правління Івана Федоровича почалися карбуватися мідні пули. Відомий єдиний тип пулів Великого Рязанського князівства, який карбувався у другій половині 50-60-х років XV ст. у місті Переяславль-Рязанському — столиці князівства. На аверсі зображено чотирилапу істоту, що повернута головою вправо, навколо істоти надпис: «пул переяславский(рос.)». На реверсі зображувалася дволапа крилата тварина з довгим хвостом. Усього відомо 7 таких монет. Середня вага 1,71 гр.

## Нижньогородсько-Суздальське Велике князівство (1383—1431)

Пуло Суздальско-Нижньогородського князівства 1360—1390 рр. 4 тип

Карбувати монети почали в Нижньому Новгороді за часів князювання Дмитра Костянтиновича (1365—1383). Після його смерті продовжив карбування його брат Борис (1383—1394). В Нижньогородсько-Суздальському князівстві були відомі три центри карбування монет: Нижній Новгород, Суздаль та Городець. У кожного монетного двору був особливий знак — наслідування із монет Золотої Орди.
Нині відомі 5 типів пулів того періоду, які датуються приблизно 60-90-ми роками XIV ст:
- 1 тип: На аверсі карбувалася арабським письмом легенда, на реверсі зображувався птах. Середня вага 2,17 гр. Місце карбування та ім'я князя цього типу невідоме.
- 2 тип: На аверсі арабський надпис, на реверсі зображення летючого птаха. Вага їх 1,28 гр.
- 3 тип: На аверсі чотирилапа істота, на реверсі крилатий дракон. Середня вага 1,76 гр. Припускається, що виготовлено в Городці.
- 4 тип: На аверсі зображення хреста на підніжжі, на реверсі орнаментальна решітка. Середня вага 1,55 гр. Припускається, що виготовлено в Городці.
- 5 тип: На аверсі зображення хреста на підніжжі, на реверсі арабський надпис. Вага монети 1,45 гр.. Припускається, що виготовлено в Городці[27].

Партнерство з Волзькою Булгарію, а через неї торговельні шляхи до країн сходу, часто поокремлювало князівство навпіл в боротьбі за княжі престоли. У 20-х роках XV ст. у Нижньому Новгороді князював Данило Борисович (1410—1414), тоді як Суздаль була підпорядкована за московським князем. В цей час карбувалися монети із зображенням лева на задніх лапах та надписом навколо нього: «печать суздальская(рос.)». Після смерті Івана Борисовича (1428—1429), в Суздалі карбувалися анонімні монети з надписом: «князь суздальский(рос.)». Виготовлялися ці монети в Нижньому Новгороді. Після 1431 року і до повного переходу під владу Московського князівства (1451) монетне карбування припинилося.

## Смоленське князівство (1127—1404)

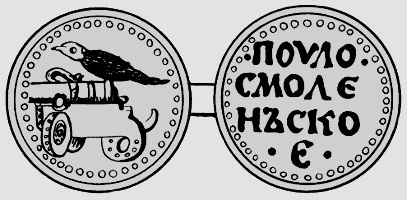
Мініатюра-фантазія Смоленьського пуло

Деякі дослідники вважали, що одне з найстаріших зображень Смоленського герба карбувалося на мідному пулі князівства. За їхніми припущеннями монета була датована 1387—1404 роками, із викарбованою на ній птахом на гарматі, малюнок якої вперше було зображено в 1777 році в одному з каталогів і зберігається у Геттінгенській бібліотеці. Згодом зображення цього пуло публікувалося в багатьох працях, навіть у 70-х роках ХІХ ст. «монета» з'явилася в приватних колекціях. Врешті-решт у 1974 році досліднику Спаському Івану Георгійовичу вдалося знайти доказ того, що малюнок у бібліотеці університету ніщо інше, як помилкове зображення гарпії на московських пулах і надпис «пуло смоленъское(рос.)» невірно трактований надпис «пуло московское(рос.)». Стосовано самих монет, то вони не були нічим іншим, як підробкою. Врешті про їхню фальсифікації підтвердили і аналізи металу «монети» з приватної колекції.